# Okalew (województwo lubelskie)
Okalew – wieś w Polsce położona w województwie lubelskim, w powiecie parczewskim, w gminie Milanów.
Wieś królewska Okalów położona była w drugiej połowie XVI wieku w powiecie lubelskim województwa lubelskiego. W latach 1975–1998 miejscowość położona była w województwie bialskopodlaskim.
Wieś stanowi sołectwo w gminie Milanów. Według Narodowego Spisu Powszechnego z roku 2011 wieś liczyła 136 mieszkańców.
Wierni Kościoła rzymskokatolickiego należą do parafii Najświętszego Serca Jezusowego w Suchowoli.

## Historia
Okalew w wieku XIX stanowił folwark w powiecie radzyńskim gminie Lisia Wólka, parafii Parczew posiadał 2 domy i 15 mieszkańców rozległość gruntów 419 mórg. Folwark ten w roku 1882 oddzielony został od dóbr Zminne.